# Stazione di Danzica Centrale
La stazione di Danzica Centrale (in polacco Gdańsk Główny, precedentemente in tedesco Danzig Hauptbahnhof) è la principale e la più grande stazione ferroviaria di Danzica e del voivodato della Pomerania.

## Storia

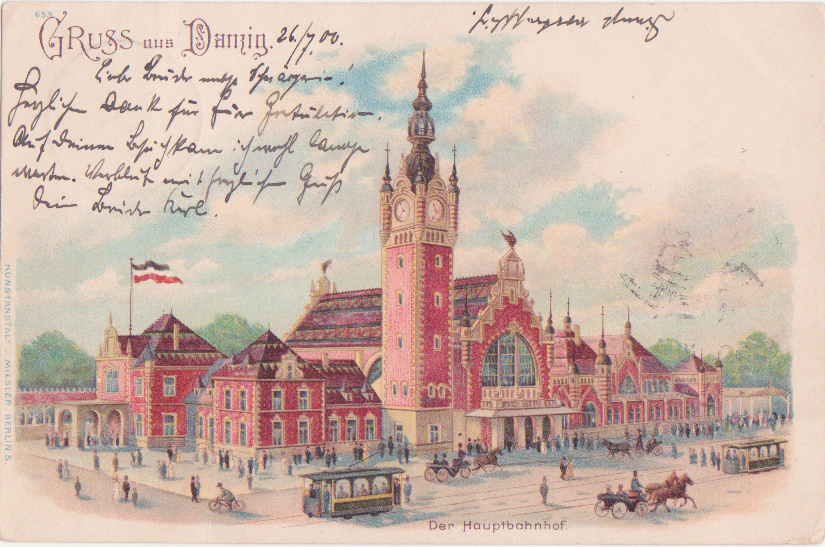
La stazione nel 1903

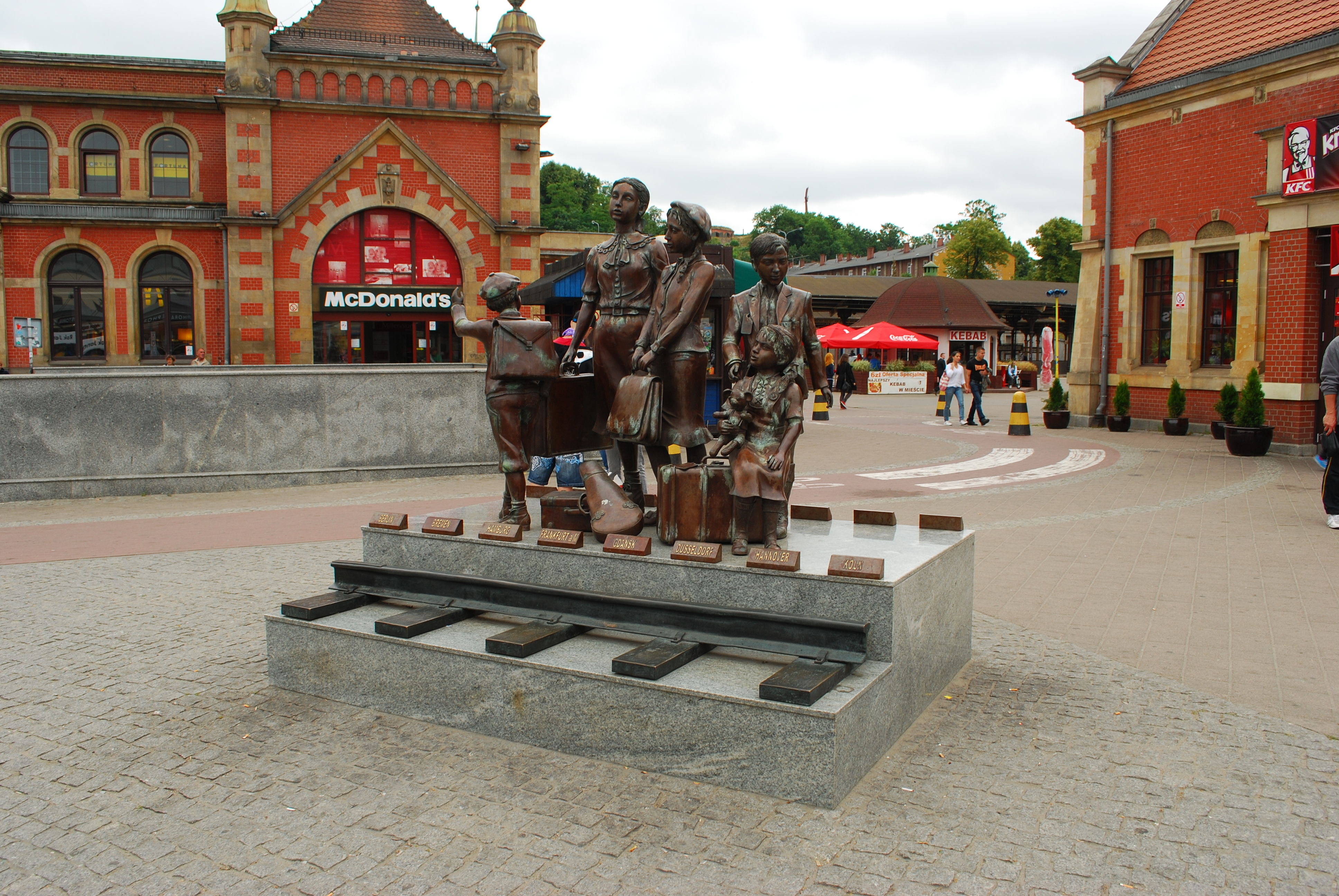
Memoriale dedicato ai bambini di Kindertransport

La prima linea ferroviaria di Danzica è stata aperta nel 1852. Intorno al 1867 nel sito attuale, allora posto al di fuori delle mura della città, venne costruita una stazione provvisoria. Questa stazione ebbe vita breve, in quanto, l'accesso ad essa era in parte bloccato dalle fortificazioni cittadine ancora esistenti. La costruzione della nuova stazione, potrebbe essere avviata, solo dopo la rimozione del vecchio fossato e delle fortificazioni sul lato occidentale.
Sontuosa e spaziosa stazione ferroviaria, è stata costruita tra il 1894 e il 1900, al costo complessivo di 5 milioni di marchi. Il progetto è dei architetti: Alexander Rüdell, Paul Thoemer, Georg Cuny e Fritz Klingholz. Si tratta di un misto tra lo stile neorinascimentale di stampo olandese, combinati assieme ad elementi Art Nouveau. La struttura della stazione è rivestita di mattoni rossi e riccamente decorata con elementi in arenaria. La stazione è stata inaugurata il 30 ottobre 1900, al suo tempo corrispondeva a standard molto elevati.
La costruzione della stazione influenzò le zone circostanti, diventate attraenti per gli investitori, in particolare nel settore dell'ospitalità.
Durante la seconda guerra mondiale, l'edificio della stazione venne incendiato assieme alla torre dell'orologio per mano dei soldati sovietici. Dopo lo scontro bellico, la stazione subì lavori di ristrutturazione mentre gli edifici adiacenti vennero demoliti.
Il progetto della stazione centrale di Danzica è stato ripreso in gran parte per la Gare de Colmar in Alsazia, mentre architettonicamente presentano delle similitudini le stazioni di Wiesbaden Hauptbahnhof, Hamburg Hauptbahnhof e Krefeld Hauptbahnhof.

## Stazione

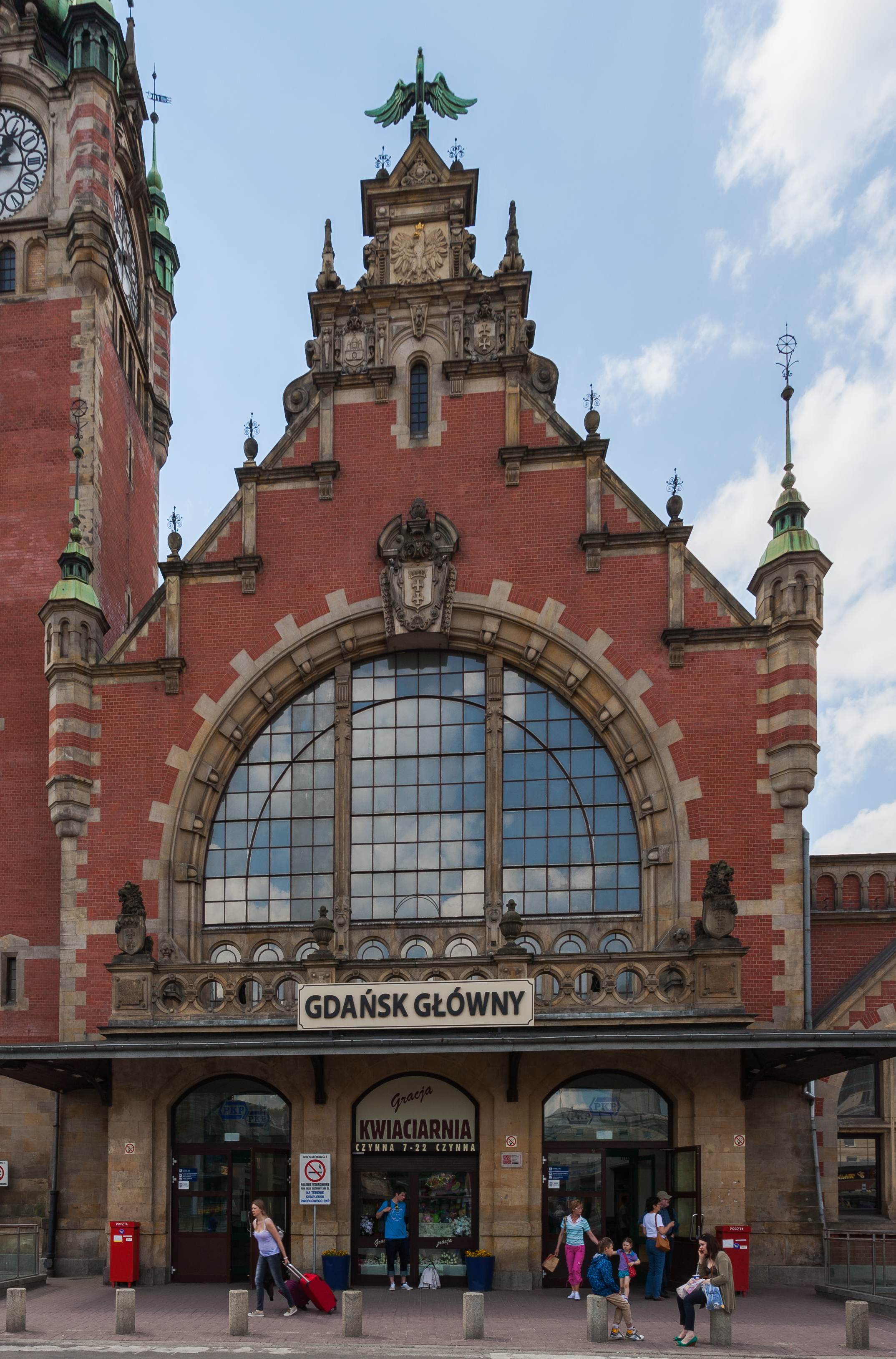
Entrata principale.

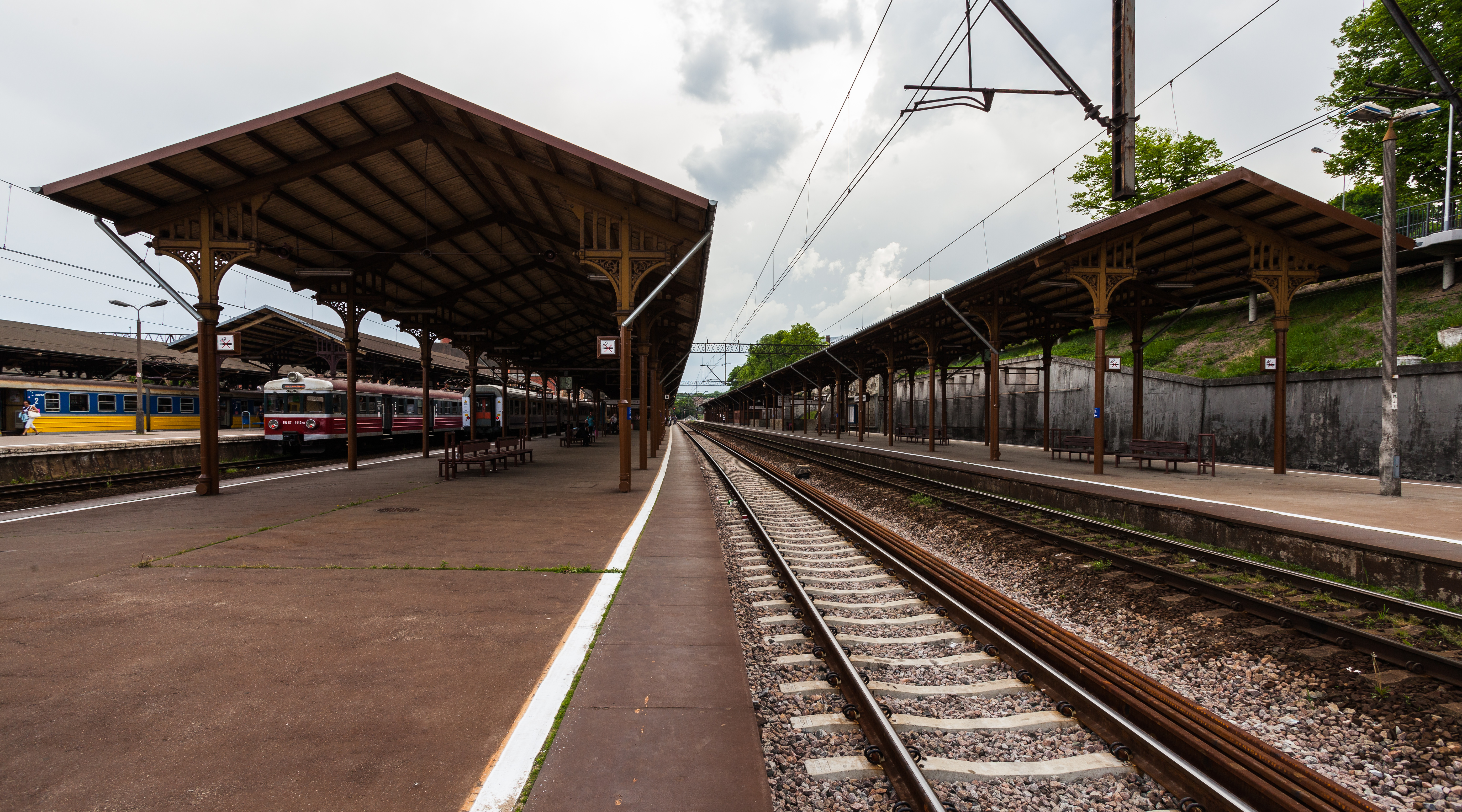
Vista delle rotaie e piattaforme.

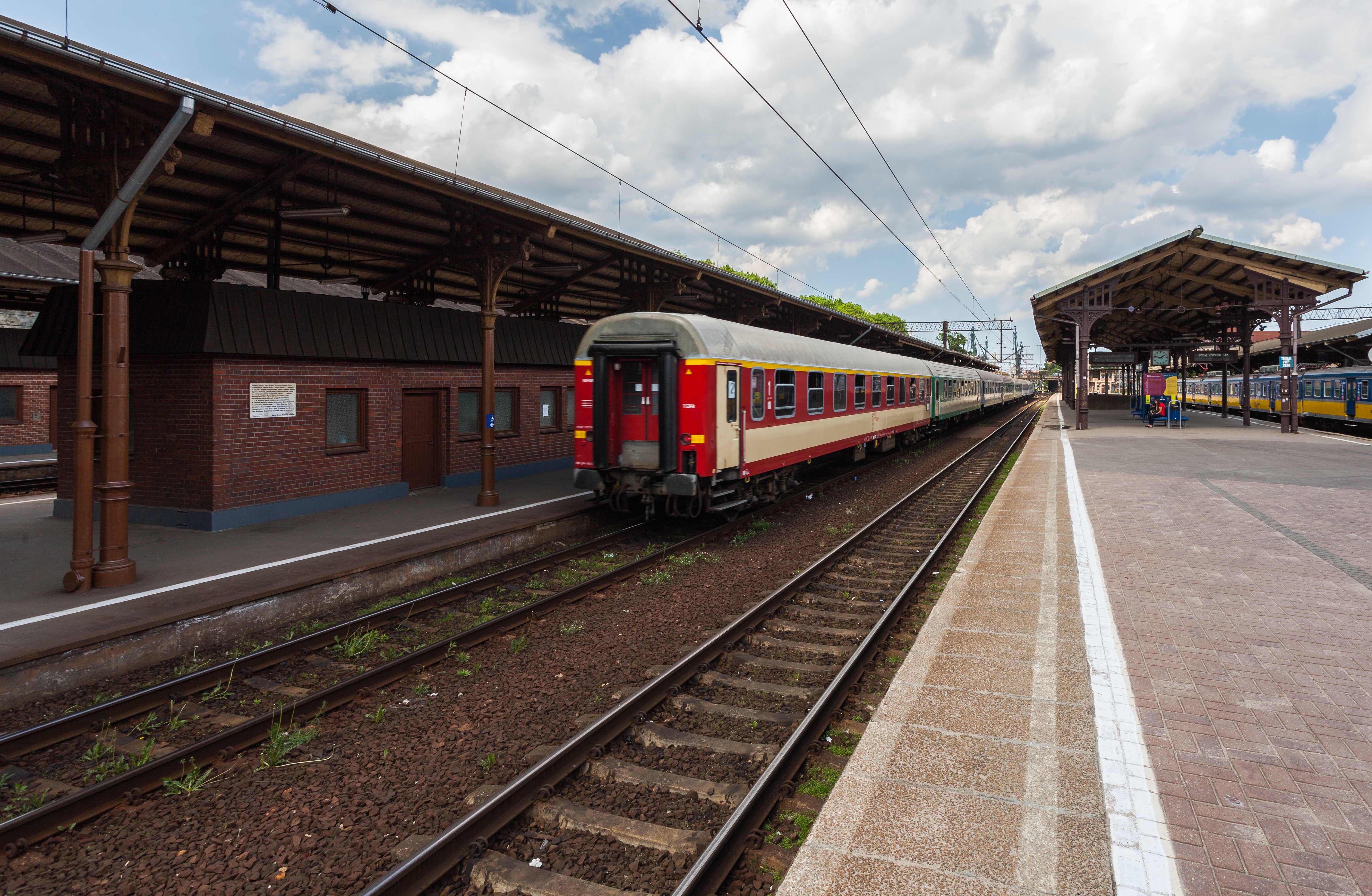
Fermata del treno.

La stazione dispone di cinque banchine coperte da pensiline, di cui due sono di fatto fermate adibite ai treni suburbani (SKM). Le restanti tre, sono adoperate da treni regionali (Polregio) e da treni a lunga percorrenza (PKP Intercity). L'accesso ai binari è consentito attraverso un sottopassaggio (dotato di ascensori), sia dal lato est, che dal lato ovest della città.
Inoltre il sottopassaggio consente l'accesso all'edificio della stazione, alle fermate dei tram e degli autobus, al suo interno sono ubicati negozi, bar e edicole.

## Modernizzazione
Nei primi anni '90, durante la revisione generale della stazione ferroviaria, è stato costruito nell'atrio un soppalco per ospitare negozi. Questa struttura non fu molto apprezzata e vene demolita nel 2013.
Dal 2019 al 2023 la stazione è stata oggetto di un generale processo di restauro e risanamento conservativo oltre al rinnovamento strutturale e all'ammodernamento tecnologico, un intervento importante che ha permesso di riportare il suo stato all'aspetto originario. Il progetto ha previsto anche il restauro e la reintroduzione dei dettagli architettonici che erano stati persi o danneggiati a causa della Seconda Guerra Mondiale.
Nel 2023, la ricostruzione della stazione ferroviaria è stata completata per un costo totale di 120 milioni di zloty (circa 27 milioni di euro).
Per quanto riguarda l'infrastruttura ferroviaria, PKP ha eseguito la revisione delle piattaforme a lunga percorrenza 1 e 2 e delle gallerie dei sottopassaggi, la sostituzione dell'illuminazione (preservando le forme storiche) e l'installazione di sistemi di informazione per i passeggeri, ascensori e scale mobili.

## Rete ferroviaria
La stazione è situata a metà strada sulla linea Tczew - Gdynia, per essa passano 5 linee ferroviarie. La più importante di queste è linea Varsavia - Stargard Szczeciński, ampiamente utilizzata sia per trasporto passeggeri, che per trasporto merci. Mentre a livello locale di notevole importanza è la rete ferroviaria suburbana SKM (Szybka Kolej Miejska Miejska w Trójmieście) che collega Danzica con le città di Sopot, Gdynia, Rumia, Reda e Wejherowo. In misura minore serve anche Lębork, Słupsk, Pruszcz Gdański, Tczew e altre città suburbane.

## Servizi
La stazione dispone di:
- Biglietteria automatica
- Biglietteria a sportello
- Aree per l'attesa
- Accessibilità disabili
- Fermate autobus urbani ed extraurbani
- Fermate tram
- Sottopassaggio
- Bar
- Informazioni e assistenza
- Sportelli automatici per il prelievo di contanti
- Ufficio postale
- Navette per l'aeroporto Aeroporto di Danzica-Lech Wałęsa
- Ascensore
- Edicola-Tabacchi
- Servizi igienici
- Ristoranti (KFC-McDonald's)
- Cambiavalute
- Annuncio sonoro arrivo e partenza treni
- Taxi